# Москалевский сельский совет (Лановецкий район)
Москалевский сельский совет (укр. Москалівська сільська рада) — входит в состав Лановецкого района Тернопольской области Украины.
Административный центр сельского совета находится в с. Москалевка.

## Населённые пункты совета
- с. Москалевка
- с. Плиска